# Bojków (szczyt)
Bojków (ok. 685 m) – porośnięta lasem skalna czubka na północnych stokach Pienin Właściwych, w odległości około 150 m na północ od Bajkowego Gronia. Józef Nyka podaje, że pierwotna nazwa brzmiała „Bańków”, obecna uległa przemianie podobnie jak nazwa „Stańkowa = Stajkowa”. Na dawnej mapie Geoportalu (także na nowej jej lotniczej wersji) szczyt ma nazwę Bojków. Mogłoby to być związane z Bojkami – dawną etniczną grupą Rusinów karpackich, jednakże w Pieninach zamieszkiwała inna grupa Rusinów – Łemkowie.
Bojków znajduje się w Pienińskim Parku Narodowym w granicach Krościenka nad Dunajcem, w województwie małopolskim, w powiecie nowotarskim. Jest lesisty, ale u jego podnóży po wschodniej stronie jest polana Istebki, a po południowo-zachodniej polana Wymiarki. Z dolnej części stoku północno-zachodniego wypływa potok Łanny, a na przełęczy między Bojkowem i Bajkowym Groniem jest skrzyżowanie dwóch szlaków turystycznych. Znajdują się tutaj ławki dla turystów i tablice informacyjne.

## Szlak turystyczny
Krościenko nad Dunajcem – Bajków Groń – Przełęcz Szopka. Czas przejścia: 1:40 godz.
 (Sokola Perć): Bajków Groń – Szutrówka – Ociemny Wierch, Czerteż, Czertezik, Sokolica – Szczawnica.

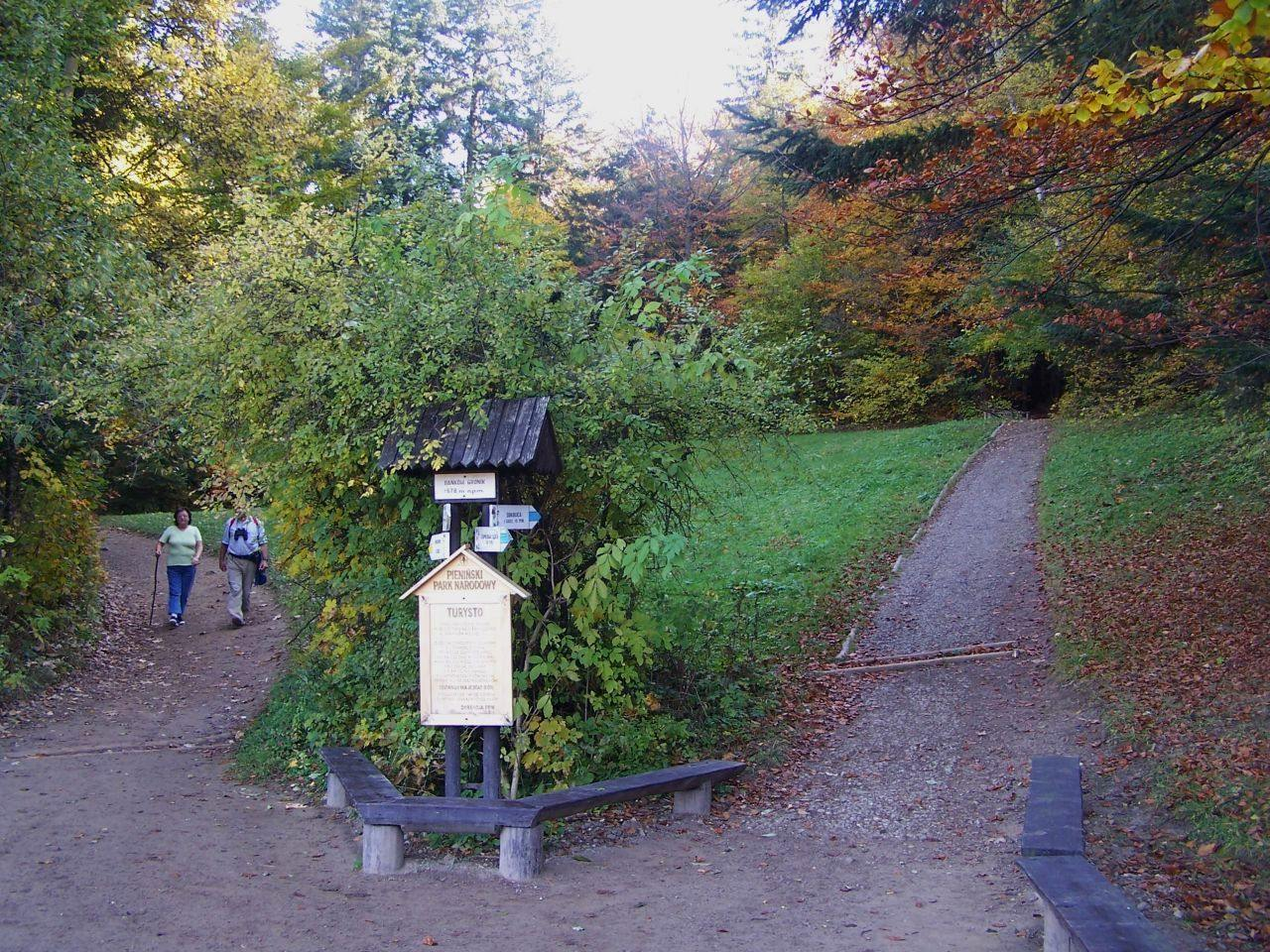
Skrzyżowanie szlaków turystycznych na przełęczy między Bojkowem i Bajkowym Groniem